# Dolní Bečva
Dolní Bečva là một làng thuộc huyện Vsetín, vùng Zlínský, Cộng hòa Séc.